# Паулешти (Бихор)
Паулешти (рум. Păulești) насеље је у Румунији у округу Бихор у општини Брустури. Oпштина се налази на надморској висини од 145 m.

## Становништво
Према подацима из 2002. године у насељу је живело 399 становника.

### Попис2002.
| Расподела становништва по националности 2002.‍ | Расподела становништва по националности 2002.‍ | Расподела становништва по националности 2002.‍ | Расподела становништва по националности 2002.‍ | Расподела становништва по националности 2002.‍ |
| --------------------------------------------- | --------------------------------------------- | --------------------------------------------- | --------------------------------------------- | --------------------------------------------- |
|                                               |                                               |                                               |                                               |                                               |
| Румуни                                        | Румуни                                        |                                               | 348                                           | 87,2%                                         |
| Мађари                                        | Мађари                                        |                                               | 12                                            | 3,0%                                          |
| Роми                                          | Роми                                          |                                               | 39                                            | 9,8%                                          |